# San Clemente (Reggello)
San Clemente è una frazione del comune di Reggello, in provincia di Firenze.

## Geografia
Situata lungo il fiume Arno, gravita intorno alla vicina Rignano sull'Arno, da cui dista poche decine di metri ed a cui è unita dal Ponte mediceo, mentre il capoluogo comunale è in collina a circa dieci km. San Clemente inoltre usufruisce della attigua stazione di Rignano sull'Arno-Reggello posta a circa 300 metri di distanza.
La frazione è divisa tra la parte bassa più vicina al fiume e quella più alta sviluppatasi lungo la strada statale (ora regionale) 69.

## Monumenti e luoghi d'interesse

### Chiesa di San Clemente a Sociana
La  chiesa di San Clemente a Sociana si trova nella parte superiore della frazione, nella cosiddetta  San Clemente Alta, ed è inserita nel Vicariato fiorentino. Nonostante sia nel Comune di Reggello dipende, per evidente vicinanza geografica, dalla propositura di Santa Maria Immacolata di Rignano sull'Arno. La chiesa, di origini più antiche, nel 1580 subì una ristrutturazione in forme cinquecentesche mentre fu nuovamente ristrutturata due secoli più tardi, nel 1733.

### Ponte di San Clemente
Il ponte di San Clemente collega la riva sinistra dell'Arno, dove è presente l'abitato di Rignano sull'Arno, a quella destra dove è ubicata la frazione di San Clemente. Le origini del ponte vanno trovate tra il 1280 e il 1380 vennero costruiti circa venti ponti nei territori controllati dal comune fiorentino.
Dopo alcuni problemi di stabilità, dal 24 dicembre 2008 il passaggio sul ponte è aperto anche alle automobili a senso unico alternato.

## Sport
Dotata di un campo sportivo, San Clemente dispone di una propria squadra calcistica (Polisportiva San Clemente) che milita in prima Categoria.